# Marcello Coffermans
Marcello Coffermans (fl. XVI secolo) è stato un pittore fiammingo del XVI secolo.

## Biografia

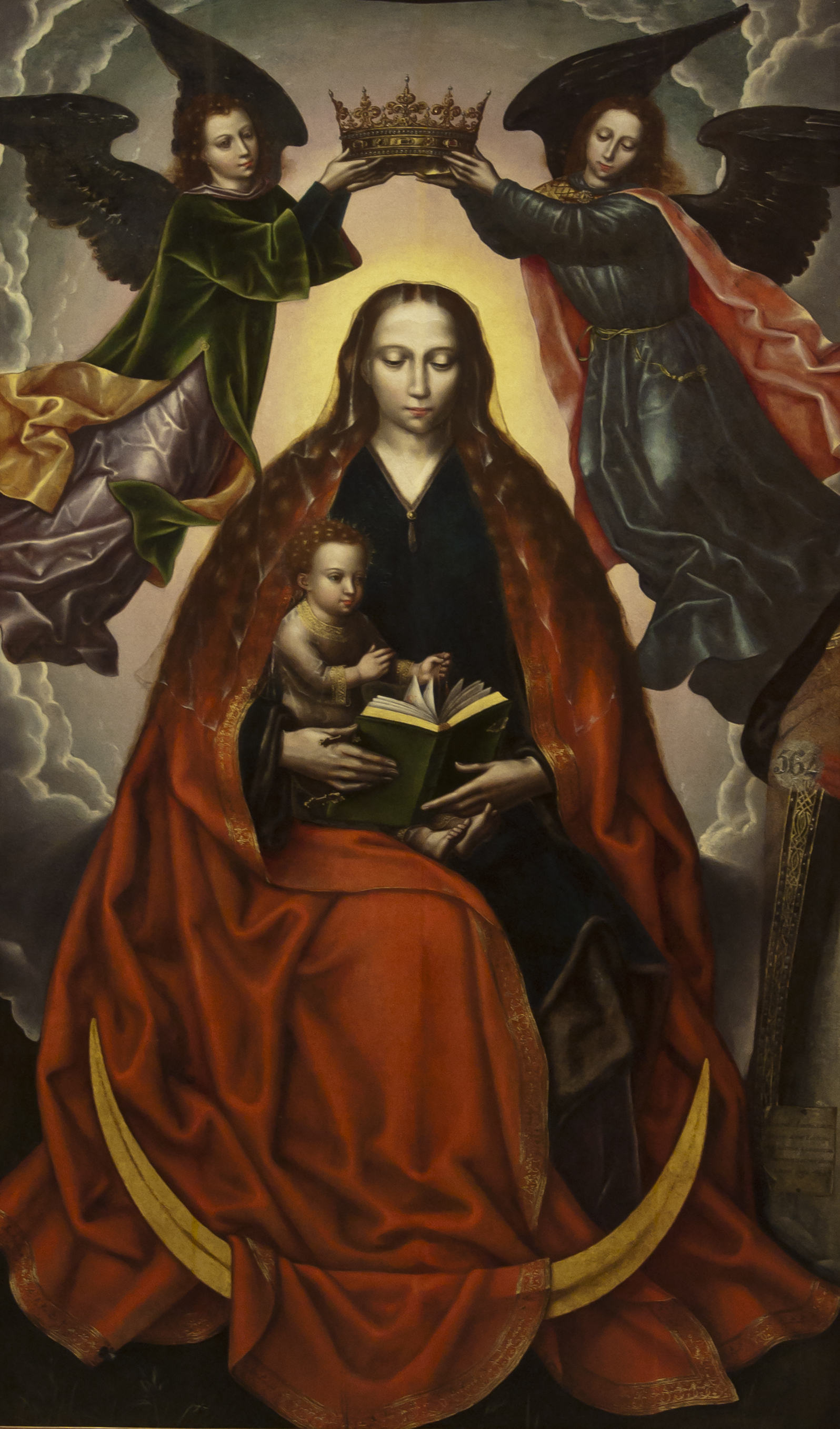
Marcellus Coffermans - Vergine con bambino (1560) - Siviglia

La data esatta della sua nascita e della morte è sconosciuta, anche se è certo che è rimasto attivo nella città di Anversa, almeno tra il 1549 (data di inizio del suo apprendistato) e il 1575. Nel 1554, dopo aver superato l'esame di maestro pittore, aderì alla Ghilda di San Luca (associazione corporativa dei pittori della città) e nel 1575 fece la stessa cosa la figlia Isabelle.

## Stile
Per il suo stile di pittura, possibilmente influenzato dalla produzione di Bruges, perché il suo lavoro fu legato ad alcuni artisti di questa scuola come Ambrosius Benson, Gerard David e Hans Memling. Il suo stile arcaico si ispira ai primi pittori fiamminghi del XV secolo e del primo Cinquecento. Prese frequentemente come modello le incisioni classiche di Albrecht Dürer e Martin Schongauer, mostrando grande fedeltä ai modelli. Sono  caratteristici i suoi tipi femminili, idealizzati, con un viso ovale e gli occhi socchiusi, come pure l'uso dei colori a smalto, prevalentemente su toni blu.

## Opere
I suoi dipinti sono di solito di piccole dimensioni e legati a temi religiosi, destinati principalmente per l'esportazione. A causa di frequenti rapporti commerciali, molte delle sue opere finirono in Spagna e sono presenti nel Museo de Bellas Artes, nel Monastero de las Descalzas Reales, nel Monasterio de Yuste, Monastero dell'Escorial, al Museo del Prado, Palacio del Virrey Laserna, al Museo Lázaro Galdiano y Museo de Villadiego (Burgos) e in altre città.
Un trittico con la Storia della passione di Cristo, 1550-1560 è custodito presso la Museo Accorsi-Ometto.